# 노라 헤이든

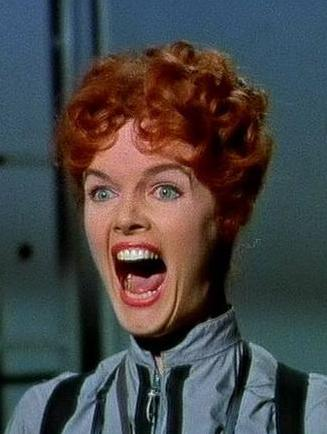

노라 헤이든(Naura Hayden, 1930년 9월 29일 ~ 2013년 8월 10일)은 미국의 배우, 모델, 텔레비전 배우, 영화배우이다.
로스앤젤레스에서 태어났으며 뉴욕에서 사망하였다.

## 영화
- 험한 붉은 행성 (1959년)
- 브로드웨이로 가는 두 장의 티켓 (1951년)